# Göteborgs Ungdomsorkester
Göteborgs Ungdomsorkester, GUO, sammanslutning av unga amatörer och musikstuderande som själva driver verksamheten i två orkestrar med målet att spela symfonisk musik. Den mest avancerade av orkestrarna konserterar under namnet Göteborgs Ungdomssymfoniker. Nuvarande dirigenterna för ungdomssymfonikern är Tobias Andersson och Per Ydremark. 
Medlemskap i GUO är öppet för alla upp till och med 30 år med tillräckliga färdigheter på sitt instrument. Plats i en av föreningens orkestrar ges efter provspelning. Föreningens verksamhet finansieras främst genom medlemsavgifter, konsertintäkter, samt bidrag från Göteborgs kommuns utbildningsförvaltning. Föreningen är medlem i Riksförbundet Unga Musikanter.

## Historik
GUO har sitt ursprung i den orkester som Georg von Knorring, dåvarande kapellmästare vid Stora Teatern, startade 1961. Efter att verksamheten legat nere under några år, bildades 1965 på initiativ av Finn Rosengren och Ingmar Widengård på nytt en orkester med namnet Göteborgs Ungdomsorkester. Från att från början endast bestått av nio stråkmusiker, växte denna orkester snabbt och hade 1968 en relativt komplett symfoniorkesterbesättning. 1969 delades orkestern upp i två orkestrar, en för de mindre avancerade och en för de mer avancerade. 1982 startades föreningens tredje orkester, avsedd för nybörjare.
Under många år leddes Göteborgs Ungdomssymfoniker av Finn Rosengren. Under hans ledning gjorde orkestern sig känd för att gärna framföra svensk musik. Orkestern har också uruppfört verk av bland annat Gunnar de Frumerie, Sven-Eric Johanson, Anders Hultqvist, Jan Yngwe och Johannes Jansson.
Från 1977 till slutet av 1990-talet arrangerade föreningen två årligen återkommande orkesterkurser; en under sommaren och en direkt efter nyår. Kurserna arrangerades inte enbart för föreningens egna medlemmar, utan samlade deltagare från stora delar av Sverige. Sommarkurserna var under många år förlagda till Wendelsbergs folkhögskola medan vinterkurserna hölls i lokaler i centrala Göteborg.
Det har tidigare funnits tre orkestrar: Lilla, förmiddags- och eftermiddagsorkestern. På grund av bristande medlemsantal i eftermiddagsorkestern slogs den ihop med förmiddagsorkestern våren 2011. Orkestrarna kallas nu Lilla orkestern och Ungdomssymfonikerna. 